# Kontrollpunkt Dreilinden und Teltowkanalbrücke

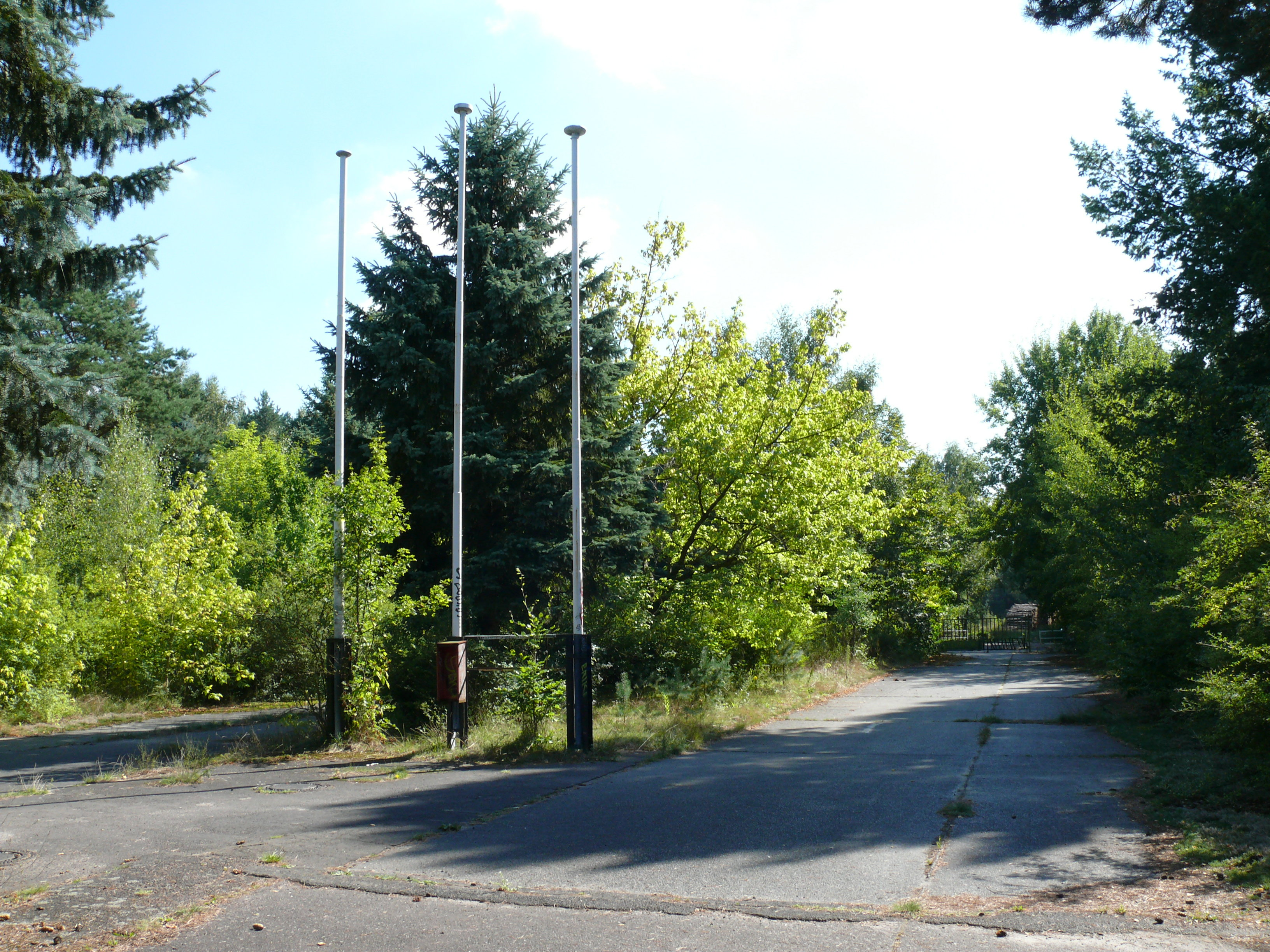
Gelände des Kontrollpunktes mit Fahnenmastanlage

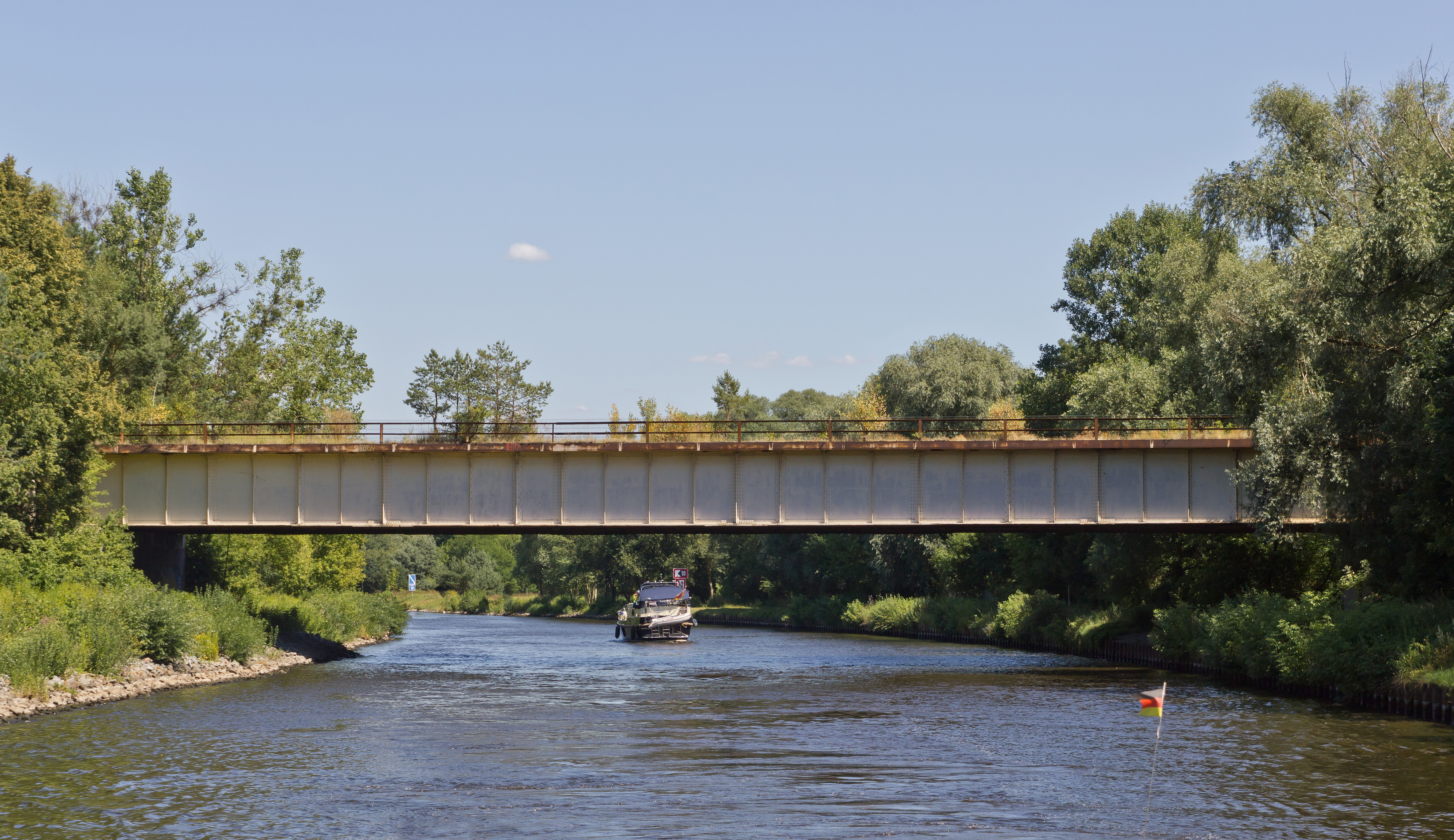
Seitenansicht der Brücke

Der Kontrollpunkt Dreilinden und die nördlich unmittelbar anschließende Teltowkanalbrücke sind Vorläufer des 
Checkpoint Bravo und Relikte einer bis 1969 bestehenden Führung der Autobahn zwischen der AVUS und dem Berliner Ring. An der Grenze zwischen West-Berlin und der DDR wurde dort Anfang der 1950er Jahre ein Kontrollpunkt für den Transitverkehr auf West-Berliner Gebiet eingerichtet. 1969 wurde die Autobahn verlegt, die zuvor mehrfach die Grenze zwischen West-Berlin und der DDR gekreuzt hatte. Die verbliebenen Reste des West-Berliner Kontrollpunkts einschließlich des Berliner Anteils der Teltowkanalbrücke stehen auf der Berliner Denkmalliste, der nördliche Teil der Brücke ist ein Baudenkmal in der Gemeinde Kleinmachnow.

## Lage

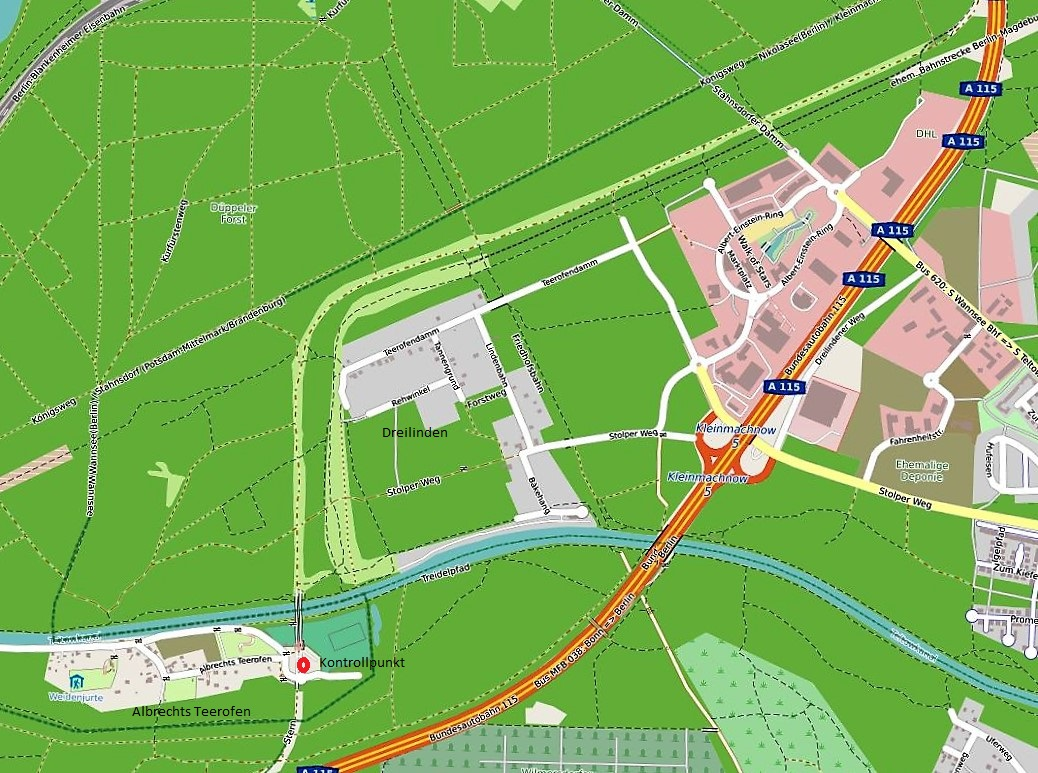
Kontrollpunkt (rot markiert, unten links), alte Autobahn (hellgrünes Band) und jetzige A 115. Die frühere Staatsgrenze ist dunkelgrün dargestellt.

Der Kontrollpunkt liegt in der Berliner Ortslage Albrechts Teerofen im Ortsteil Wannsee. Albrechts Teerofen ist mit dem übrigen Berliner Gebiet nur über einen schmalen Streifen aus Richtung Westen von Kohlhasenbrück verbunden; die Richtung Norden, Süden und Osten angrenzenden Flächen liegen im Land Brandenburg und gehörten von 1949 bis 1990 zur DDR. Richtung Norden verläuft die Grenze in der Mitte des Teltowkanals, den die Brücke bei Kanalkilometer 5,45 kreuzt.
Die Trasse der alten Autobahn verläuft von der Berliner Stadtgrenze am Königsweg nordwestlich der heutigen Bundesautobahn 115 zunächst auf Brandenburger Gebiet (heute Gemeinde Kleinmachnow) zwischen der Grenze und der Trasse der Stammbahn, der 1838 eröffneten ersten preußischen Eisenbahn Berlin–Potsdam. Im Bereich der Siedlung Dreilinden knickt die Autobahntrasse nach Süden ab, unterquert die Stammbahn und führt über den Teltowkanal in den schmalen Berliner Gebietsstreifen bei Albrechts Teerofen. Hier befand sich der zu West-Berlin gehörende Kontrollpunkt Dreilinden. Nach erneuter Überquerung der Stadtgrenze trifft die alte Trasse auf Brandenburger Gebiet wieder auf die jetzige Autobahn.

## Geschichte

### Nutzung als Autobahn

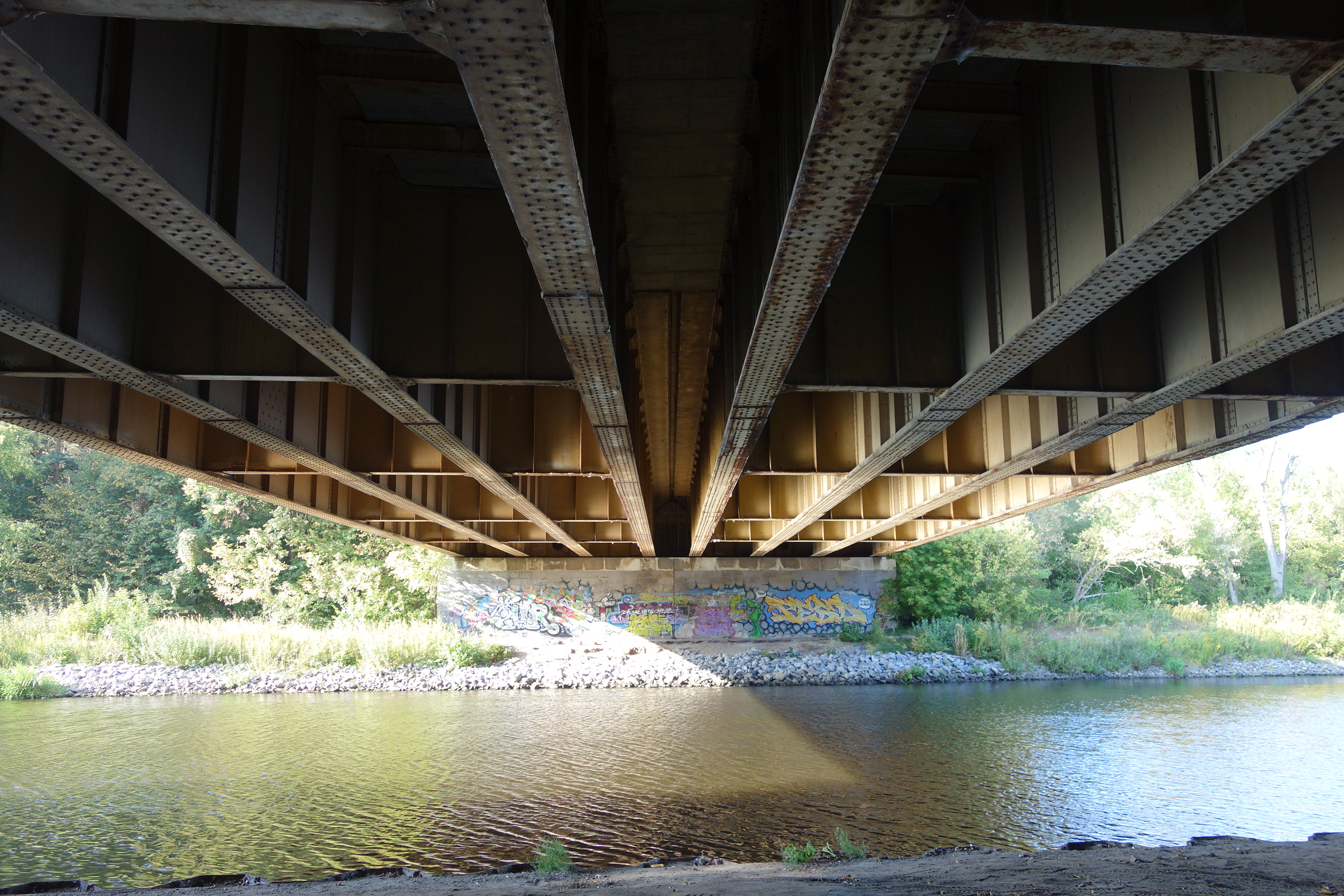
Tragwerk der 1950–1954 wiederhergestellten Brücke, an der ehem. Grenzlinie wechselt seitdem die Bauweise der Fahrbahnplatte

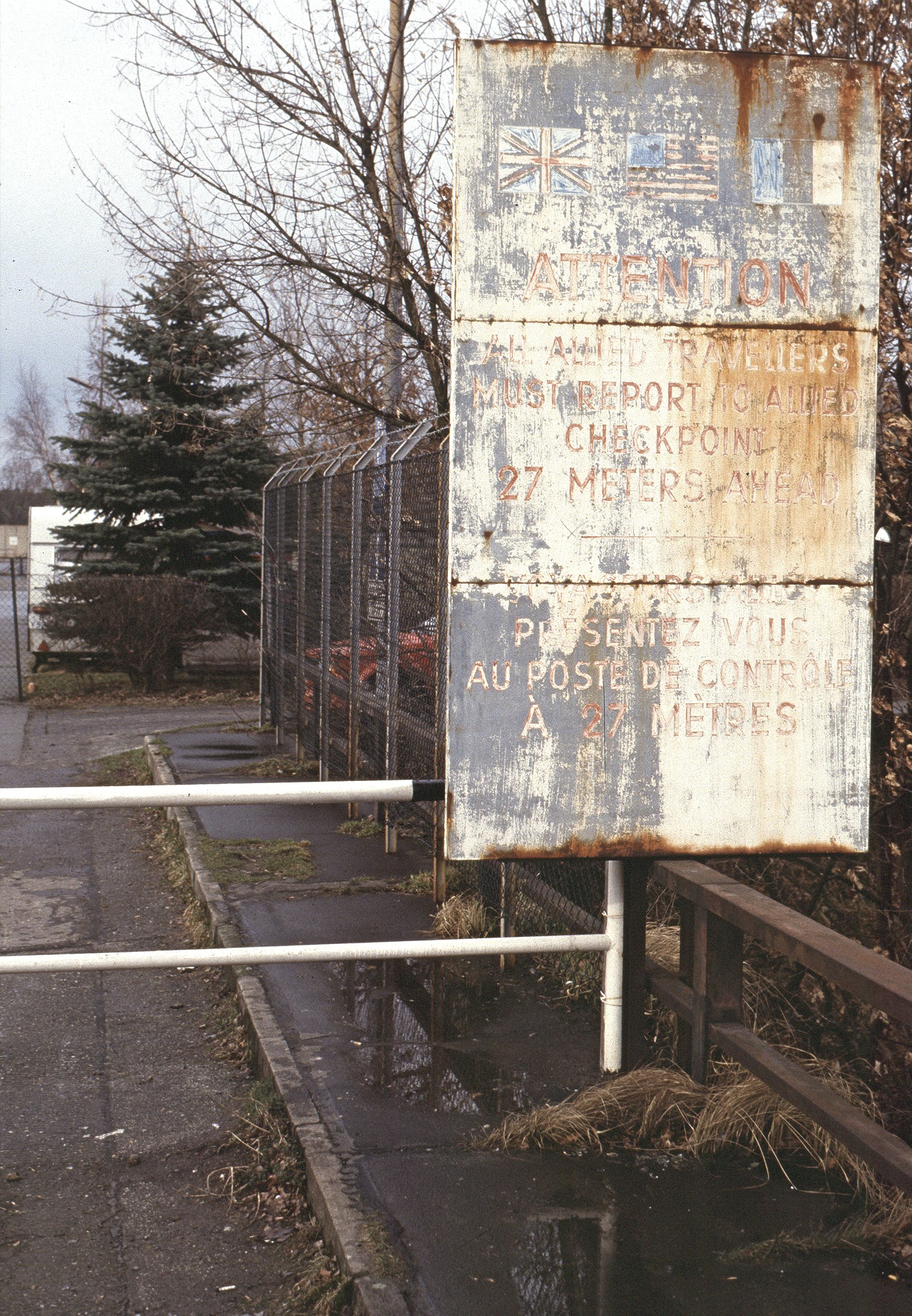
Zweisprachige Hinweistafel am Kontrollpunkt der Alliierten

Die Reichsautobahn 51, die in Verlängerung der AVUS von Berlin nach Südwesten führte, ging mit der Brücke über den Teltowkanal 1940 in Betrieb. 1945 wurde die Brücke vermutlich von der Wehrmacht gesprengt. Nach dem Zweiten Weltkrieg wurde eine provisorische Notbrücke gebaut. In Folge der deutschen Teilung entstanden Kontrollpunkte für den Transitverkehr. Zunächst richtete die sowjetische Seite zum 1. April 1948 den Kontrollpunkt Nowawes (nach dem alten Namen des Potsdamer Stadtteils Babelsberg) ein. 1950 erhielt der Grenzübergang den Namen Drewitz.
Auf West-Berliner Gebiet gab es den Kontrollpunkt Dreilinden für die deutschen Behörden und für die West-Alliierten den Checkpoint Bravo. Die nördliche, auf DDR-Gebiet gelegene Brückenhälfte wurde bereits 1950–1951 wiederhergestellt, die südliche Hälfte folgte 1953–1954 mit Hilfe von Mitteln aus dem Marshall-Plan. Der Wiederaufbau stand unter dem Motto „Die Brücke zu Euch! Ost- und Westdeutschland gehören zusammen“.
Zwischen Albrechts Teerofen und der Stadtgrenze am Königsweg verlief die Trasse auf DDR-Gebiet, ohne dass es in diesem Bereich Kontrollpunkte gab. Mit dem Bau der Berliner Mauer im August 1961 wurden DDR-Sicherungsanlagen im Bereich der Autobahn ausgebaut. Die Grenzbefestigung mit Schutzzäunen und Todesstreifen verlief südöstlich der Autobahntrasse.

### Verlegung der Autobahn

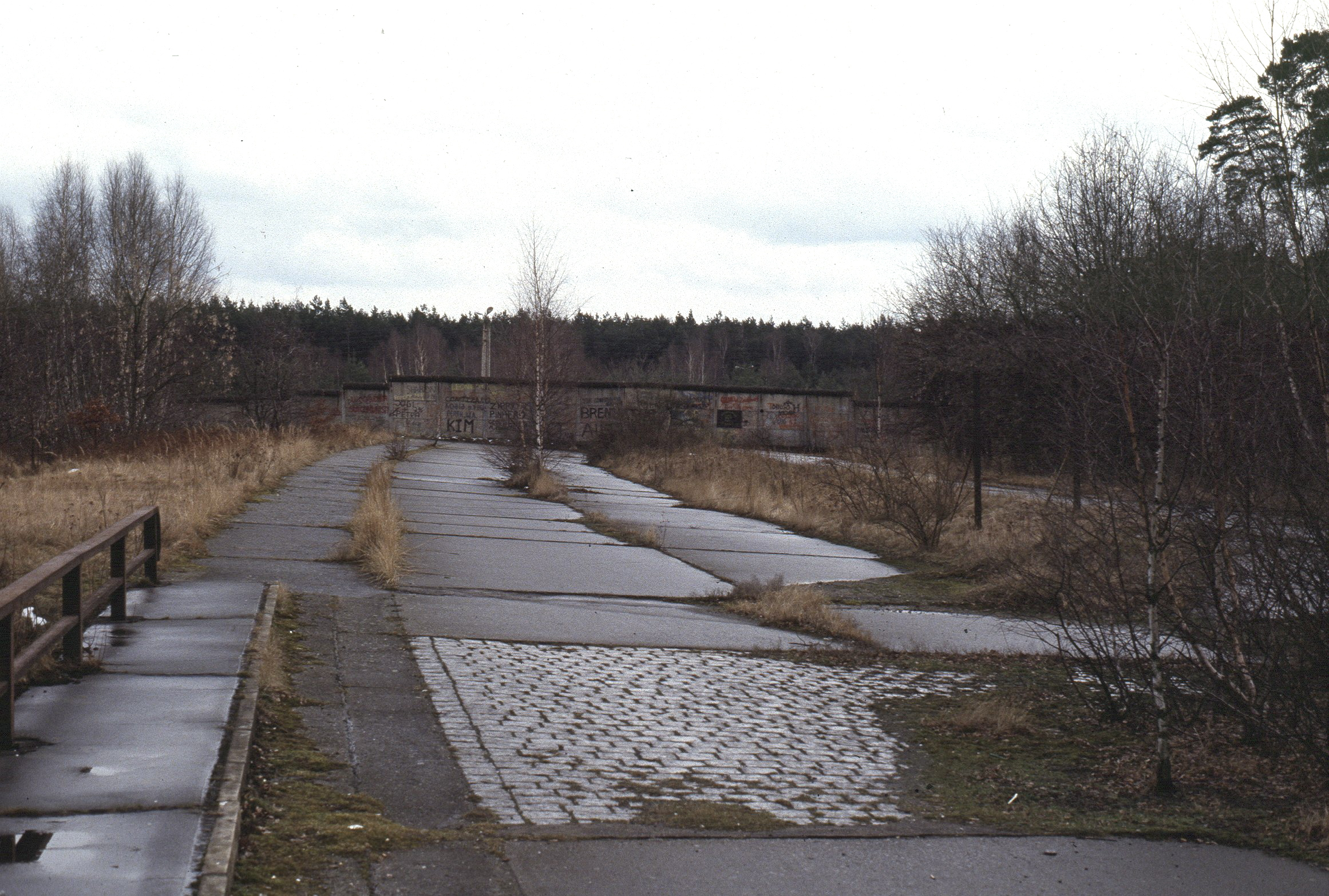
Mauer an der Grenze zur DDR auf der alten Autobahntrasse nördlich des Kontrollpunktes (1988)

Die DDR hatte starkes Interesse, den langen Abschnitt durch ihr Gebiet zwischen Kontrollpunkt und Grenze aufzugeben und verlegte die Autobahn bis 1969 auf eine Trasse, die den West-Berliner Zipfel bei Albrechts Teerofen umging. Die DDR-Presse informierte darüber nur in – mit Ausnahme der Überschriften – identischen Kurzmeldungen:

„Wie ADN von der Pressestelle des Ministeriums für Verkehrswesen der DDR erfährt, stehen die Bauarbeiten zur zügigen Gestaltung des Verkehrsablaufs auf der Autobahn zwischen der Auffahrt Drewitz und der Staatsgrenze der DDR zu Westberlin vor dem Abschluss. – Die Inbetriebnahme des Autobahnabschnittes mit einer leistungsfähigen Grenzübergangsstelle ist für Mitte Oktober vorgesehen.“

Die bisherigen Kontrollpunkte Dreilinden und Drewitz wurden durch neue Kontrollstellen nördlich und südlich des Königswegs ersetzt. Die neuen Kontrollpunkte Dreilinden auf West-Berliner und Drewitz auf DDR-Seite behielten die Namen der alten, obwohl der neue DDR-Grenzübergang nicht mehr in Drewitz, sondern in Kleinmachnow lag. Auch der alliierte Übergang wurde weiterhin Checkpoint Bravo genannt.

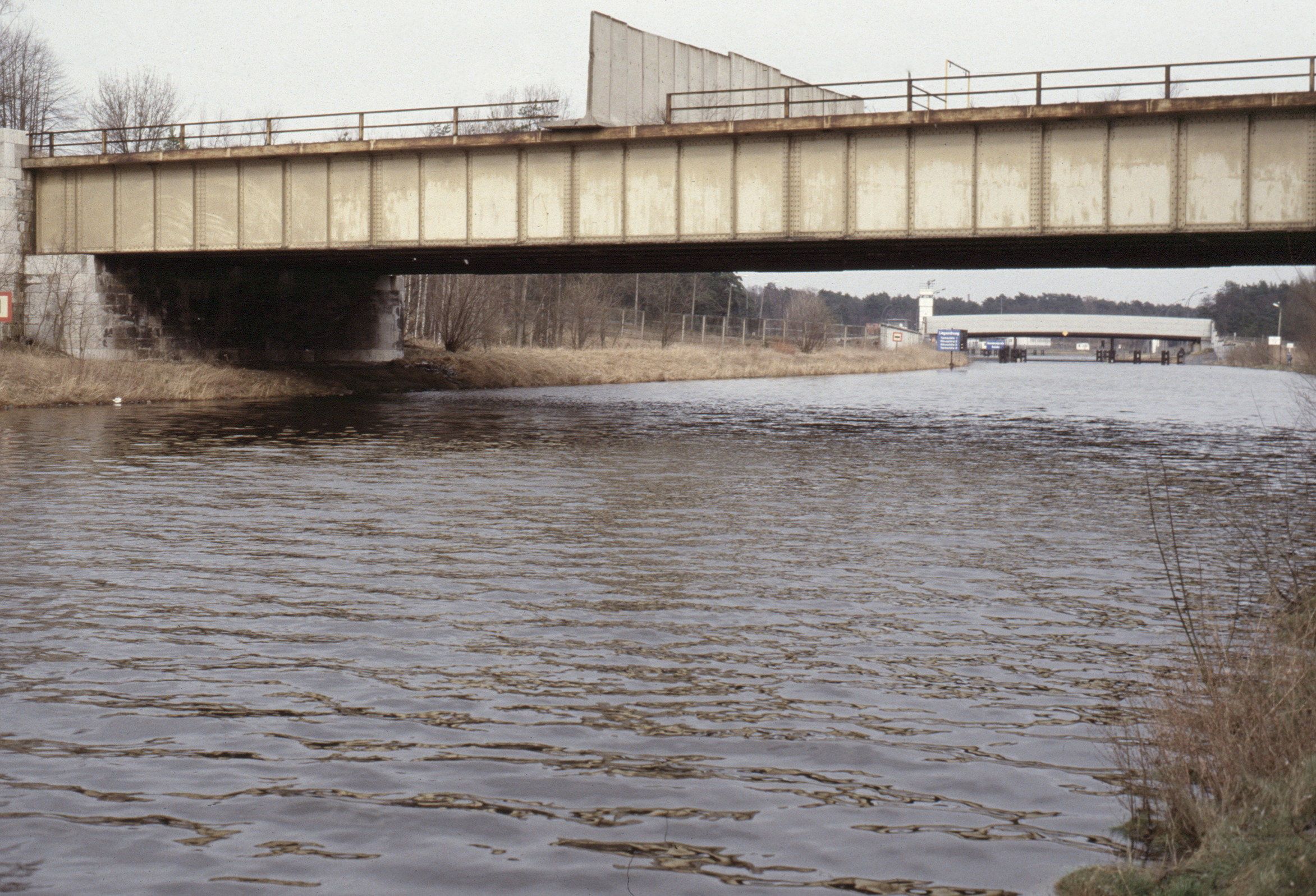
Mauersegmente auf der Brücke, im Hintergrund die Grenzübergangsstelle des Teltowkanals (1988)

Auf der alten Grenzbrücke stellte die DDR Mauersegmente an der Grenze auf. Ansonsten verblieben die DDR-Grenzbefestigungen in ihrer alten Lage südöstlich der alten Autobahn, so dass die Trasse vom DDR-Gebiet, aber nicht von West-Berliner Gebiet abgeriegelt war. Die alte Autobahn blieb erhalten und verlief in einem Streifen Niemandsland, der von keiner der beiden Seiten wirtschaftlich genutzt wurde. Vor allem westlich der Trasse in Richtung Kohlhasenbrück war der Streifen mehrere hundert Meter breit.

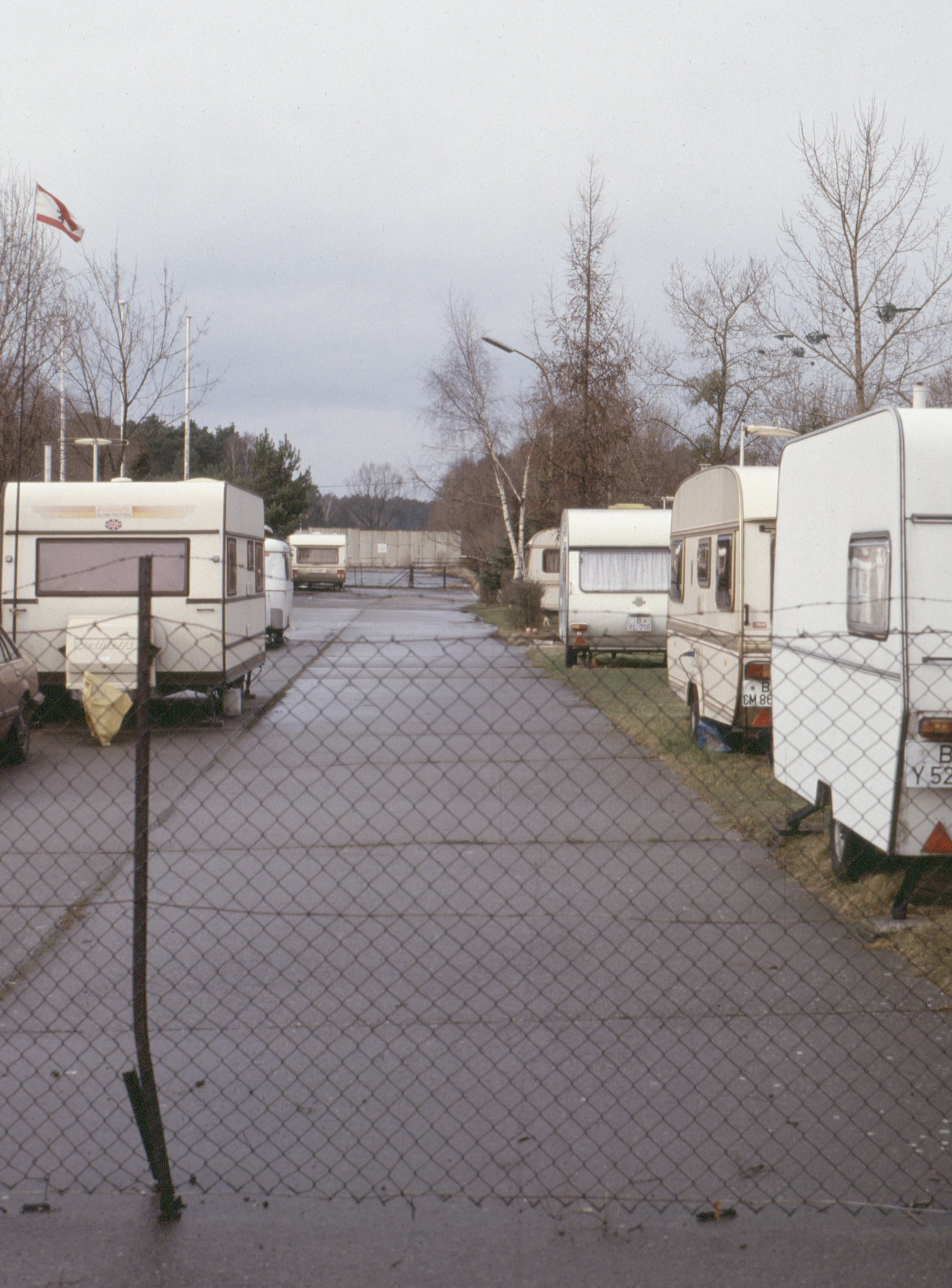
Campingplatz auf der alten Autobahntrasse (1988)

Auf dem Berliner Teil der Brücke siedelte sich ein Campingplatz auf dem früheren Kontrollpunktgelände an. 1971 wurden die meisten Bauten der Kontrollstelle abgerissen; es verblieb das Raststättengebäude. Um ein unbefugtes Befahren der Brücke und der Grenze mit Autos zu verhindern, wurde auf West-Berliner Seite ein Sperrgraben errichtet.
Nach dem Fall der Berliner Mauer wurde auch das Mauerstück auf der Autobahnbrücke wieder demontiert; die alte Autobahntrasse und die Brücke wurden damit wieder zugänglich. Die alte Autobahn auf DDR-Gebiet diente in den 1990er Jahren zeitweise als Filmkulisse, unter anderem für die Fernsehserie Alarm für Cobra 11. Dafür wurden neue Fahrbahnmarkierungen angebracht. 1999/2000 wurde der Belag der Autobahn als Renaturierungsmaßnahme für den dreispurigen Ausbau der A 115 entfernt. Auch andere bauliche Relikte wie die Brücke der Autobahn über die Trasse der Friedhofsbahn und die Brücke des Stahnsdorfer Dammes über die alte Autobahn wurden beseitigt.
2004 schloss der Campingplatz auf dem Gelände des früheren Kontrollpunktes. Im Jahre 2006 wurde auch der Brandenburger Teil der Brücke unter Denkmalschutz gestellt. Zeitweise war der Zugang zum Tor am Sperrgraben aus Sicherheitsgründen verschlossen und der Übergang über die Brücke damit nicht mehr möglich. Nach Protesten gab der Berliner Senat im August 2006 die Brücke wieder frei. 2005 wurde das Gelände des Kontrollpunkts in einer telefonischen Auktion an einen anonymen Bieter für die Mindestsumme von 45.000 Euro versteigert. Das Areal ist im Flächennutzungsplan als „Grünfläche/Waldgebiet“ ausgewiesen.
Bestrebungen, den Berliner Mauerweg über die Autobahnbrücke und ein Stück der alten Trasse zu führen, waren bislang (Stand: September 2016) nicht erfolgreich. Der Abschnitt wird allerdings von der Nebenroute, dem „Kleinmachnower Mauerweg“, berührt.

## Bauten

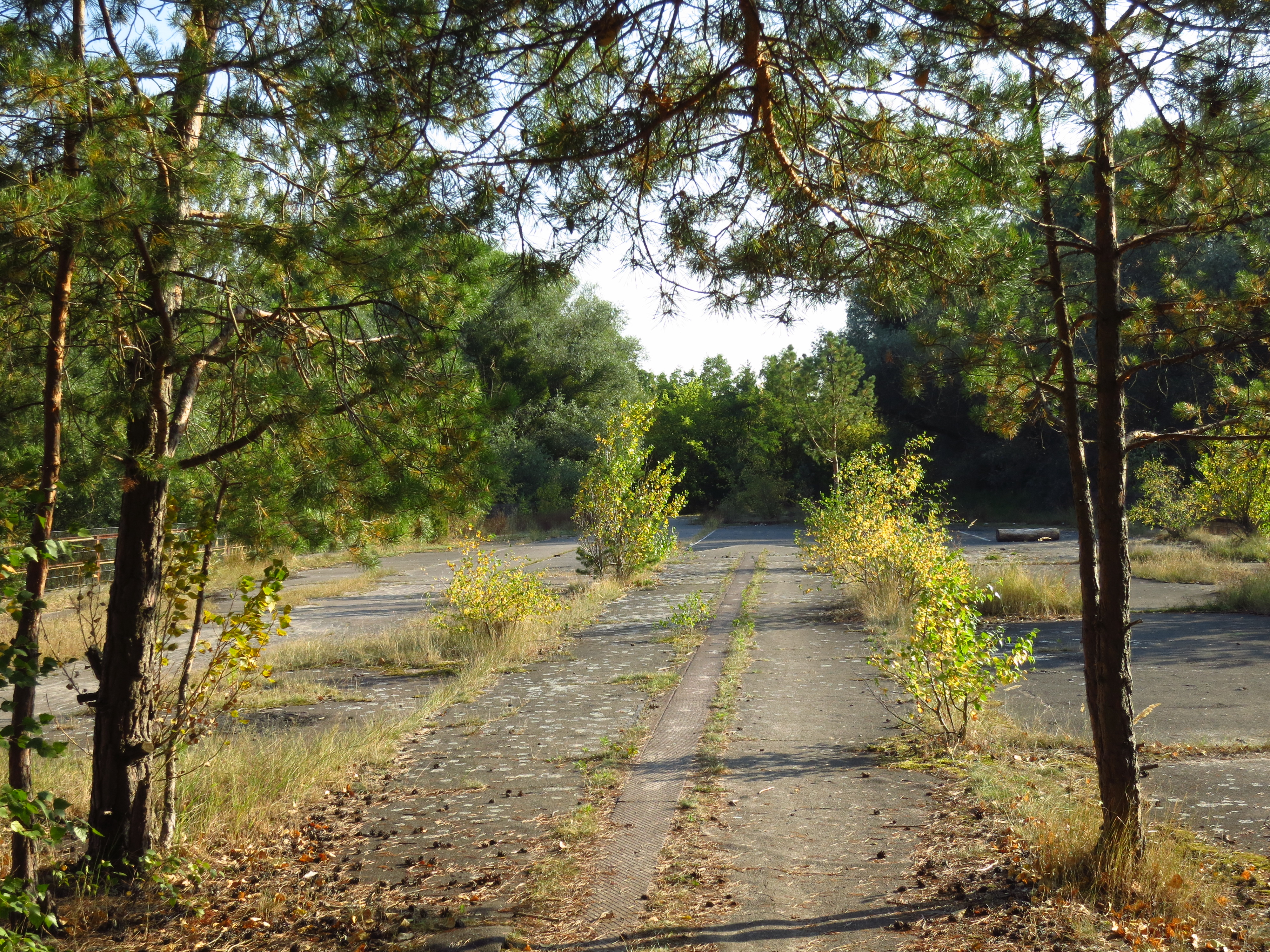
Fahrbahn auf der Brücke

### Denkmalschutz
Die Kontrollstelle und der Berliner Teil der Teltowkanalbrücke stehen als Gesamtanlage auf der Denkmalliste des Landes Berlin. Im Konkreten umfasst der Denkmaleintrag die Brücke, das Plateau des Kontrollpunktes, das Raststättengebäude und den Kfz-Sperrgraben auf Berliner Gebiet. Der nördliche Teil der Brücke steht auf der Denkmalliste des  Landkreises Potsdam-Mittelmark.
Der Berliner Denkmallisteneintrag würdigt die Kontrollstelle als „vermutlich die einzige Einrichtung aus der Frühzeit der deutschen Teilung, die, wenn auch stark reduziert, erhalten geblieben ist“ und an ein Grenzregime aus der Zeit „vor und in den ersten Jahren nach dem Mauerbau“ erinnert. In der Begründung des Brandenburgischen Landesamts für Denkmalpflege für den Nordteil der Brücke heißt es: „Die Brücke hat bau- und verkehrsgeschichtliche Bedeutung, ist darüber hinaus ein eindrucksvolles Dokument der deutschen Teilungsgeschichte“.

### Brücke
Die Brücke ist eine Vollwandträgerkonstruktion mit Betonwiderlagern. Aufgrund der Topographie des Geländes wird nicht nur der Kanal, sondern auch das südliche Vorland mit überbrückt. Der Mittelpfeiler steht auf dem Südufer des Kanals. Die beiden Fahrbahnen liegen auf Buckelblechen, die von jeweils vier auf dem Mittelpfeiler aufliegenden Hauptträgern mit Querträgern gestützt werden. Der Fahrbahnbelag ist im Bereich der Brücke und des Kontrollpunktes größtenteils erhalten geblieben, ebenso teilweise die Fahrbahnmarkierungen.

### Kontrollpunkt und Raststätte

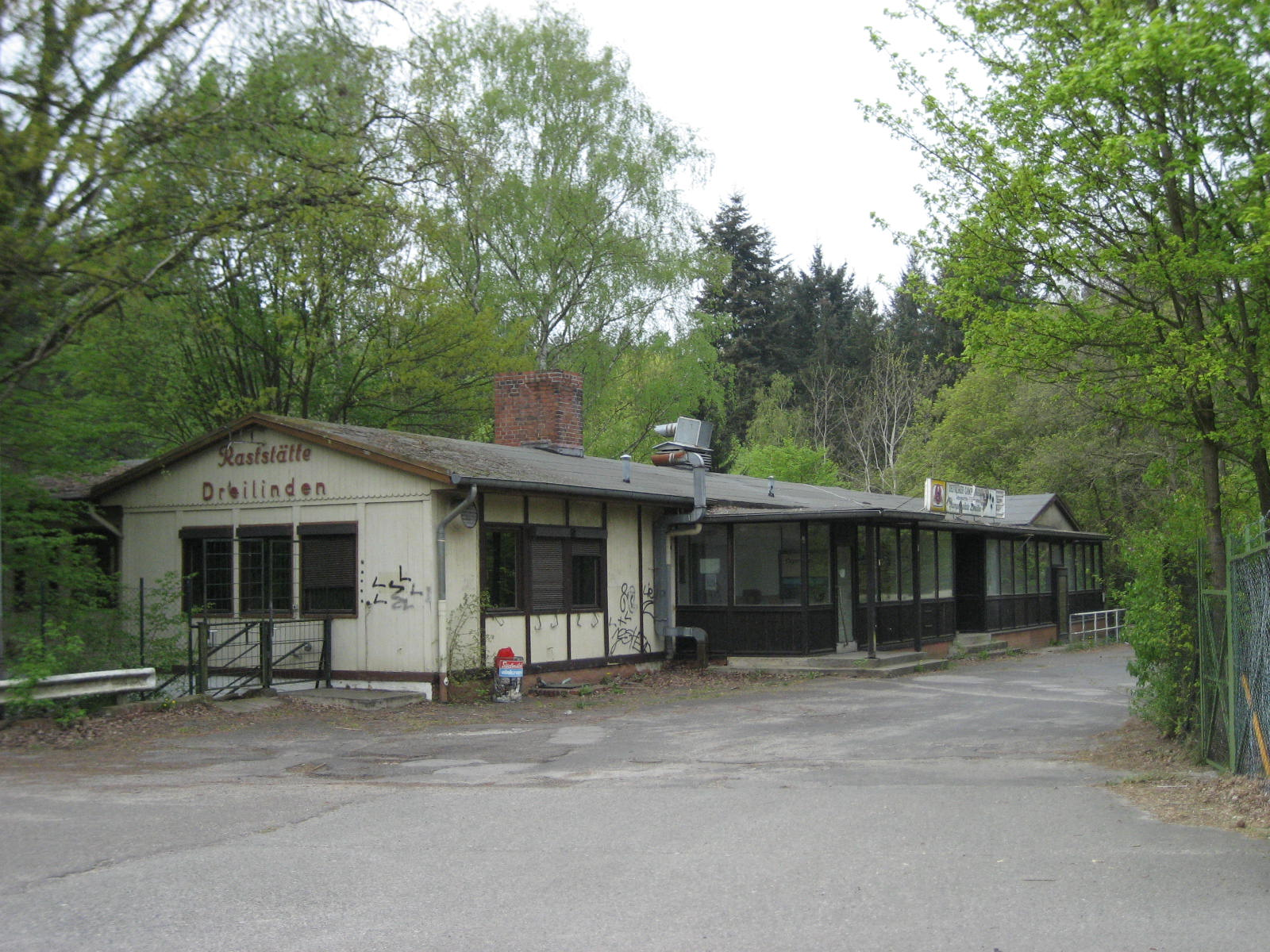
Raststättengebäude

Der Kontrollpunkt liegt am südlichen Brückenteil, so dass die Kontrollanlagen auf einem aufgeschütteten Plateau westlich der Fahrbahn errichtet wurden. Die eigentlichen Kontrollbauten sind nicht mehr erhalten, dagegen noch die Fahrbahnmarkierungen und die seitlichen Fußwege sowie eine Dreimast-Fahnenanlage für die Flaggen der Alliierten.
Erhalten geblieben ist auch das Gebäude der Raststätte Dreilinden im Bereich der früheren Kontrollanlagen auf der Westseite der Autobahn. Das Gebäude ist ein Holzfachwerkbau auf massivem Sockelgeschoss mit Satteldach. Sein Kern ist das 1952 eröffnete Kantinengebäude für Fernfahrer und Kontrollpunktbeschäftige, das mehrmals erweitert wurde. Es wurde vom Architekten Fritz von der Baugruppe des Landesfinanzamtes entworfen. Die letzte Ausbaustufe stammt vom Architekten Wolfgang Bürgel. Nach Schließung des Kontrollpunktes wurde es als Gaststätte des Campingplatzes genutzt; seit dessen Schließung im Jahre 2004 steht es leer.

### Sperrgraben

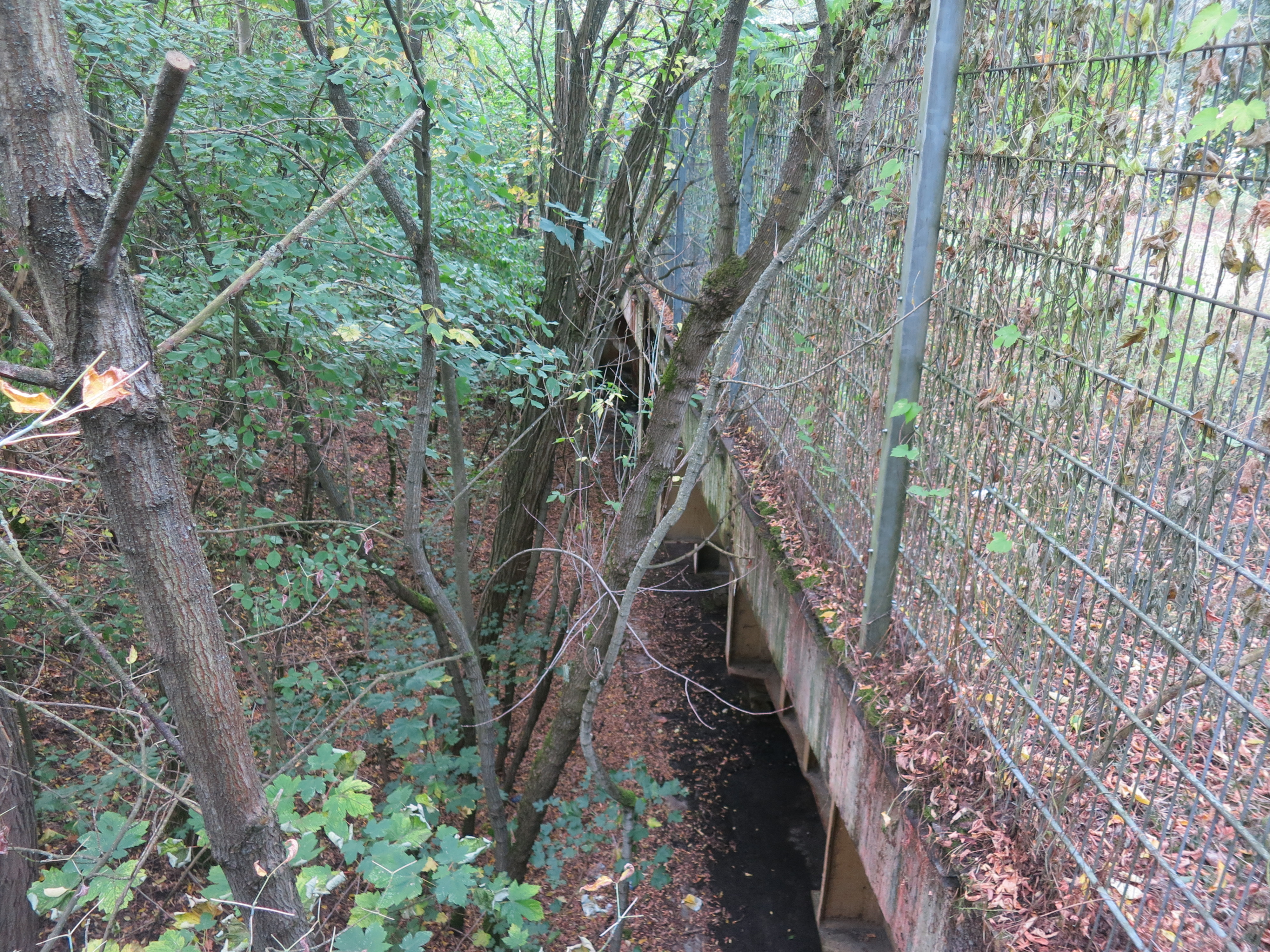
Kfz-Sperrgraben

Ebenfalls denkmalgeschützt ist der Kfz-Sperrgraben auf West-Berliner Seite zwischen dem früheren Kontrollpunkt und dem Kanal. Er ist zusätzlich durch einen Zaun gesichert, in dem sich eine Tür für Fußgänger befindet.

### Weitere Reste der alten Autobahn
Der Belag der alten Autobahntrasse im Niemandsland zwischen dem Kanal und der neuen Autobahn blieb auf etwa drei Kilometern bis in die 1990er Jahre erhalten. Danach wurde er abgetragen, jedoch ist die Trasse noch erkennbar. Markantestes Bauwerk in diesem Bereich ist die Überführung der Eisenbahntrasse der Stammbahn über die Autobahn. Auch der Schotter der seit 1945 nicht mehr genutzten Strecke liegt noch. Während die Bahnstrecke über zwei Gleise verfügt, ist die Brücke für weitere Gleise ausgelegt, die in den 1930er Jahren vor allem für den Güterverkehr geplant waren.
Hier war Drehort für die Filme Superstau (1991) und Alarm für Cobra 11 (1995), weil derartige Aufnahmen auf in Betrieb befindlichen Autobahnen nicht möglich sind.